# Список послов СССР и России в Йемене
В статье представлен список послов СССР и России в Йемене.

## Хронология дипломатических отношений
- 1 ноября 1928 г. — установлены дипломатические отношения, фактически не реализованы.
- 31 октября 1955 г. — установлены дипломатические отношения.
- 23 июля 1956 г. — достигнута договорённость об обмене дипломатическими представительствами на уровне миссий.
- 1958 г. — в Йемене открыта миссия СССР. До этого СССР осуществлял дипломатические отношения через посольство в Египте.
- Февраль 1961 г. — в Москве открыта миссия Йемена.
- 9 июня 1962 г. — установлены консульские отношения.
- 1 октября 1962 г. — СССР официально признал Йеменскую Арабскую Республику, провозглашённую после свержения монархии.
- 30 октября — 27 ноября 1962 г. — миссии преобразованы в посольства.
- 30 сентября 1967 г. — провозглашена независимость Южного Йемена.
- 1—3 декабря 1967 г. — установлены дипломатические отношения между СССР и Южным Йеменом.
- 18 декабря 1967 г. — достигнута договорённость между СССР и Южным Йеменом об обмене посольствами.
- 22 мая 1990 г. — Северный Йемен и Южный Йемен объединились в Йеменскую Республику.

## Список послов
| Срок полномочий                    | Посол                         | Годы жизни | Дата вручения верительных грамот                        | Комментарии                               |
| ---------------------------------- | ----------------------------- | ---------- | ------------------------------------------------------- | ----------------------------------------- |
| СССР                               |                               |            |                                                         |                                           |
| Май 1928 — ноябрь 1928             | Георгий Александрович Астахов | 1897—1942  |                                                         | Дипломатический представитель             |
| 1929 — 1932                        | Карим Абдрауфович Хакимов     | 1892—1938  |                                                         | Полномочный представитель                 |
| 4 августа 1956 — 14 августа 1959   | Евгений Дмитриевич Киселёв    | 1908—1963  | 14 января 1958                                          | Посланник по совместительству             |
| 14 августа 1959 — 18 июля 1962     | Владимир Яковлевич Ерофеев    | 1909—1986  | 7 февраля 1960                                          | Посланник по совместительству             |
| 18 июля 1962 — 7 сентября 1966     | Николай Пантелеевич Сулицкий  | 1906—1993  | 9 августа 1962 как посланник, 19 февраля 1963 как посол | Посланник до 14 февраля 1963, затем посол |
| 7 сентября 1966 — 26 мая 1972      | Мирзо Рахматович Рахматов     | 1914—1998  | 24 сентября 1966                                        |                                           |
| 26 мая 1972 — 15 июля 1980         | Василий Иванович Корнев       | 1915—1986  | 15 августа 1972                                         |                                           |
| 15 июля 1980 — 3 сентября 1984     | Олег Герасимович Пересыпкин   | 1935—      | 8 сентября 1980                                         |                                           |
| 3 сентября 1984 — 9 июня 1987      | Анатолий Иванович Филёв       | 1928— 2013 | 22 сентября 1984                                        |                                           |
| 9 июня 1987 — 18 марта 1991        | Вениамин Викторович Попов     | 1942—      |                                                         |                                           |
| 18 марта 1991 — 25 декабря 1991    | Игорь Георгиевич Иващенко     | 1938—2020  |                                                         |                                           |
| Российская Федерация               |                               |            |                                                         |                                           |
| 25 декабря 1991 — 14 апреля 1995   | Игорь Георгиевич Иващенко     | 1938—2020  |                                                         |                                           |
| 14 апреля 1995 — 12 ноября 1998    | Николай Михайлович Грибков    | 1948—      |                                                         |                                           |
| 12 ноября 1998 — 10 сентября 2002  | Александр Михайлович Калугин  | 1945—      |                                                         |                                           |
| 10 сентября 2002 — 18 октября 2006 | Александр Сергеевич Засыпкин  | 1951—      |                                                         |                                           |
| 18 октября 2006 — 18 августа 2010  | Владимир Григорьевич Трофимов | 1951—2022  |                                                         |                                           |
| 18 августа 2010 — 16 августа 2013  | Сергей Георгиевич Козлов      | 1955—      |                                                         |                                           |
| 16 августа 2013 — 30 ноября 2021   | Владимир Петрович Дедушкин    | 1953—      |                                                         |                                           |
| декабрь 2021 — наст. время         | Евгений Александрович Кудров  | 1982—      |                                                         | Временный поверенный в делах              |

## Список послов вЮжном Йемене
| Срок полномочий                  | Посол                         | Годы жизни | Дата вручения верительных грамот | Комментарии |
| -------------------------------- | ----------------------------- | ---------- | -------------------------------- | ----------- |
| СССР                             |                               |            |                                  |             |
| 4 апреля 1968 — 26 июля 1972     | Владимир Иванович Старцев     | 1918—2007  | 7 мая 1967                       |             |
| 26 июля 1972 — 4 апреля 1974     | Владимир Порфирьевич Поляков  | 1930—2002  | 27 августа 1972                  |             |
| 25 июня 1974 — 2 августа 1975    | Александр Семёнович Семиошкин | 1921—1994  | 14 июля 1974                     |             |
| 2 августа 1975 — 19 декабря 1978 | Владимир Фёдорович Кабошкин   | 1918—1992  | 27 сентября 1975                 |             |
| 19 декабря 1978 — 3 мая 1982     | Феликс Николаевич Федотов     | 1929—1997  | 6 января 1979                    |             |
| 3 мая 1982 — 15 июля 1986        | Владислав Петрович Жуков      | 1926—2022  | 26 мая 1982                      |             |
| 15 июля 1986 — 9 августа 1990    | Альберт Иванович Рачков       | 1927—2023  |                                  |             |